# Гоум (Вашингтон)
Гоум (англ. Home) — переписна місцевість (CDP) в США, в окрузі Пірс штату Вашингтон. Населення — 1543 особи (2020).

## Географія
Гоум розташований за координатами 47°16′32″ пн. ш. 122°46′36″ зх. д. / 47.27556° пн. ш. 122.77667° зх. д. (47.275684, -122.776773).  За даними Бюро перепису населення США в 2010 році переписна місцевість мала площу 16,47 км², з яких 16,37 км² — суходіл та 0,09 км² — водойми.

## Демографія
Згідно з переписом 2010 року, у переписній місцевості мешкало 1377 осіб у 568 домогосподарствах у складі 383 родин. Густота населення становила 84 особи/км².  Було 737 помешкань (45/км²).
Расовий склад населення:
| - 91,4 % — білих - 1,3 % — корінних американців - 0,9 % — азіатів - 0,7 % — вихідців з тихоокеанських островів - 0,3 % — чорних або афроамериканців |

До двох чи більше рас належало 4,7 %. Частка іспаномовних становила 3,1 % від усіх жителів.
За віковим діапазоном населення розподілялося таким чином: 19,0 % — особи молодші 18 років, 63,5 % — особи у віці 18—64 років, 17,5 % — особи у віці 65 років та старші. Медіана віку мешканця становила 47,3 року. На 100 осіб жіночої статі у переписній місцевості припадало 90,7 чоловіків;  на 100 жінок у віці від 18 років та старших — 92,4 чоловіків також старших 18 років.
Середній дохід на одне домашнє господарство  становив 69 729 доларів США (медіана — 55 809), а середній дохід на одну сім'ю — 78 691 долар (медіана — 58 750). За межею бідності перебувало 12,9 % осіб, у тому числі 11,7 % дітей у віці до 18 років та 9,6 % осіб у віці 65 років та старших.
Цивільне працевлаштоване населення становило 664 особи. Основні галузі зайнятості: будівництво — 15,5 %, науковці, спеціалісти, менеджери — 14,3 %, виробництво — 10,8 %, освіта, охорона здоров'я та соціальна допомога — 9,9 %.